# Jason Molina
Pour les articles homonymes, voir Molina.
Jason Molina, né le 30 décembre 1973 à Oberlin (Ohio) et mort le 16 mars 2013  à Indianapolis (Indiana), est un chanteur américain.
Il s'est fait connaître dans les années 1990, avec le groupe Songs: Ohia, dans lequel il chantait seul ou avec un groupe de musiciens dont la composition n'était pas fixe. Depuis 2003, il enregistrait soit sous son nom, soit avec un groupe stable de musiciens, sous le nom de Magnolia Electric Co.. Il meurt en mars 2013 des suites de problèmes de santé causés par sa dépendance à l'alcool.

## Biographie

### Carrière
Jason Molina est né à Oberlin, dans l'Ohio, et a grandi à Lorain. Après avoir joué de la basse au sein de divers groupes heavy metal dans la région de Cleveland, Molina décide d'entamer une carrière solo. Il emprunte le nom d'un groupe et recrute, au besoin, d'autres musiciens pour chacun des projets qu'il entreprend. Il s'autoproduit sous différents noms (Alban, Songs: Radix, Songs: Unitas) et distribue lui-même ses œuvres lors de concerts.

### Songs: Ohia (1996-2003)
En 1996, Molina prend le nom de Songs: Ohia pour constituer un groupe dont les musiciens ne cesseront de changer : Molina est le seul membre stable et compositeur du groupe. Les critiques, tout comme les fans, ont la plus grande difficulté à classifier le style changeant du groupe et lui attribuent celui d'indie rock, de lo-fi, de folk ou encore de alt-country.

### Mort
Jason Molina meurt le 16 mars 2013, à Indianapolis, à la suite d'une défaillance de plusieurs organes causée par l'abus d'alcool. Il avait 39 ans. Henry Owings, un de ses amis, publie un texte sur lui dans son magazine de musique en ligne, Chunklet. Henry Owings écrit que Jason Molina avait été aux prises avec des problèmes d'alcool pendant la majeure partie des dix années précédant son décès. Il y précise que Molina est mort avec pour seul bien un téléphone cellulaire sur lequel figurait un seul numéro : celui de sa grand-mère[Pas dans la source].

## Discographie

### Songs: Ohia

#### Albums
- 1997 : Songs: Ohia
- 1998 : Impala
- 1999 : Axxess & Ace
- 1999 : The Ghost (tour-only release)
- 2000 : The Lioness
- 2000 : Protection Spells (tour-only release)
- 2000 : Ghost Tropic
- 2001 : Mi Sei Apparso Come Un Fantasma (live album, Paper Cut Records)
- 2002 : Didn't It Rain
- 2003 : Magnolia Electric Co. (produit par Steve Albini)

#### EP
- 1997 : Hecla & Griper
- 1998 : Our Golden Ratio
- 2001 : Howler
- 2001 : Travels in Constants

#### Singles
- 1996 : Nor Cease Thou Never Now (Palace Records)
- 1996 : One Pronunciation of Glory
- 1999 : Untitled (Western Vinyl)
- 2002 : The Gray Tower / Black Link to Fire Link
- 2002 : Keep It Steady / United or Lost Alone
- 2004 : No Moon on the Water / In the Human World (Chunklet)

### Jason Molina

#### Albums
- 2004 : Pyramid Electric Co.
- 2006 : Let Me Go, Let Me Go, Let Me Go
- 2012 : Autumn Bird Songs

### Magnolia Electric Co.

#### Albums
- 2005 : Trials & Errors (live album)
- 2005 : What Comes After the Blues
- 2006 : Fading Trails
- 2007 : Sojourner (Boxset)
- 2009 : Josephine

#### EP
- 2005 : Hard to Love a Man

### Collaborations

#### EP
- 2002 : Translation on split EP avec My Morning Jacket (Jade Tree)
- 2002 : Amalgamated Sons of Rest avec Will Oldham et Alasdair Roberts (Galaxia)

#### Singles
- 1998 : Nay, Tis Not Death (Alternate) on split 7" avec Appendix Out (Liquefaction Empire)
- 1999 : Journey On on split 7" avec Oneida (Jagjaguwar)
- 1999 : How to Be Perfect Men on split 7" avec Rex (Temporary Residence)
- 2000 : 7 single avec Alasdair Roberts
- 2000 : Fade St. on split 7" avec Glen Hansard (Road Relish)
- 2001 : Lioness (Version) on split 7" avec Scout Niblett